# Nogomet na OI 1996.
Nogomet na Olimpijskim igrama u Atlanti 1996. godine uključivao je natjecanja u muškoj, te po prvi puta u olimpijskoj povijesti i ženskoj konkurenciji.

## Osvajači medalja

### Muški
| Zlato | Srebro | Bronca |
| --- | --- | --- |
| Nigerija Daniel Amokachi Emmanuel Amunike Tijani Babangida Celestine Babayaro Emmanuel Babayaro Teslim Fatusi Victor Ikpeba Dosu Joseph Nwankwo Kanu Garba Lawal Abiodun Obafemi Kingsley Obiekwu Uche Okechukwu Jay-Jay Okocha Sunday Oliseh Mobi Oparaku Wilson Oruma Taribo West | Argentina Matias Almeyda Roberto Ayala Christian Bassedas Carlos Bossio Pablo Cavallero José Chamot Hernán Crespo Marcelo Delgado Marcelo Gallardo Claudio López Gustavo López Hugo Morales Ariel Ortega Pablo Paz Hector Pineda Roberto Sensini Diego Simeone Javier Zanetti | Brazil Dida Zé María Aldair Ronaldo Flávio Conceição Roberto Carlos Bebeto Amaral Juninho Rivaldo Sávio Danrlei Narciso André Luiz Zé Elias Marcelinho Paulista Luizão Ronaldo Guiaro |

### Žene
| Zlato | Srebro | Bronca |
| --- | --- | --- |
| SAD Mary Harvey Cindy Parlow Carla Overbeck Tiffany Roberts Brandi Chastain Staci Wilson Shannon MacMillan Mia Hamm Michelle Akers-Stahl Julie Foudy Carin Gabarra Kristine Lilly Joy Fawcett Tisha Venturini Tiffeny Milbrett Briana Scurry | Kina Zhong Honglian Wang Liping Fan Yunjie Yu Hongqi Xie Huilin Zhaz Lihong Wei Haiying Shui Qingxia Sun Wen Liu Ailing Sun Qingmei Wen Lirong Liu Ying Chen Yufeng Shi Guihong Gao Hong | Norveška Bente Nordby Agnete Carlsen Gro Espeseth Nina Nymark Andersen Merete Myklebust Hege Riise Anne Nymark Andersen Heidi Støre Marianne Pettersen Linda Medalen Brit Sandaune Kjersti Thun Tina Svensson Tone Haugen Trine Tangeraas Ann-Kristin Aarønes Tone Gunn Frustøl Reidun Seth Ingrid Sternhoff |